# La toilette (En el tocador)
La toilette o En el tocador es un pequeño cuadro de género del pintor François Boucher, realizado en 1742, uno de los más representativos de los que ejecutó de este tema.

## Descripción
La pintura muestra un interior doméstico aparentemente desordenado, aunque una observación detenida indica que esto es producto de las prisas. La joven, dama o cortesana no está claro, espera una visita imprevista, avisada por la carta que se ve sobre la chimenea y procede a vestirse aprisa y corriendo; está colocándose una liga, la otra pende sobre la repisa de la chimenea, mientras su sirvienta le presenta tocados; su cuerpo de espaldas tapa el tocador. Antes ha encendido la chimenea y han quedado en el suelo el fuelle, la escobilla y el abanico. Detrás se ve un exótico biombo chino, una de las chinoserie muy de moda entre la alta sociedad de la época, amarillo, el mismo tono que cortinajes y el tapizado de la pared, donde se entreve un cuadro al pastel. Detrás un servicio de desayuno para dos con té y café. El gato juega con el ovillo que ha robado del bolso de costura, a los pies de su dueña.

## Contexto
Los interiores domésticos habían sido tratados profusamente en la pintura barroca holandesa, pero imbuidos de religiosa austeridad calvinista. El Rococó también gustó de las escenas cotidianas e intrascendentes, pero ya desde una óptica alegre, mundana y pícara, al permitir observar la intimidad de las damas en sus alcobas, tocadores y boudoirs, como en esta encantadora escena. La extrema atención al detalle, texturas y materiales las convierten en un valioso testimonio para conocer las costumbres, modas e interiores del siglo XVIII.

## Comisión
La obra fue encargada al artista por el conde Karl Gustav Tessin, embajador de Suecia en París y uno de sus mecenas. El aristócrata ya tenía en su colección El Triunfo de Venus y óleos de Chardin, Lancret y Lemoyne. En 1745 le encargará otra obra costumbrista a Boucher, una serie con las horas del día de una dama, titulada Las horas de una elegante, de la que solo se ha conservado La sombrerera (La mañana) (1746). La toilette fue adquirido para la colección Thyssen Bornemisza en 1967.